# ドロガメ属
ドロガメ属（ドロガメぞく、Kinosternon）は、爬虫綱カメ目ドロガメ科に属する属。ドロガメ科の模式属。

## 分布
アルゼンチン、アメリカ合衆国、エクアドル、エルサルバドル、ガイアナ、グアテマラ、コスタリカ、コロンビア、スリナム、ニカラグア、パナマ、パラグアイ、ブラジル、ベネズエラ、ベリーズ、ペルー、ボリビア、ホンジュラス、メキシコ

## 形態
最大種はサソリドロガメで最大甲長27センチメートル。最小種はバジャルタドロガメで最大甲長10センチメートル。腹甲は科内ではやや大型で、腹甲の正中線の直線距離（腹甲長）は背甲の正中線の直線距離（背甲長＜単に甲長と呼ばれるのはこの背甲長のことが多い＞）の約90%。腹甲にある正中線上の左右の甲板の継ぎ目（シーム）の長さは、喉甲板ではなく他の甲板がもっとも短い。胸甲板は三角形に近い形状。胸甲板と腹甲板、腹甲板と股甲板のシームに2つの蝶番があり可動させることができる。カメ目では本属のみ腹甲に2つの蝶番がある。属名Kinosternonは「動く胸」の意で、蝶番に由来する。多くの種は腹甲を折り曲げると背甲との間に隙間がなくなるが、腹甲が小型な種では背甲との間に隙間ができる種もいる。

## 分類
以前は腹甲が小型な種もいることなどからニオイガメ属を本属に含める説もあったが、形態的差異や本属およびニオイガメ属がそれぞれ単系統群と推定されているため有力ではない。
- Kinosternon abaxillare　チアバスドロガメ　Central Chiapas mud turtle
- Kinosternon acutum　ハナナガドロガメ　Tabasco mud turtle
- Kinosternon alamosae　アラモスドロガメ　Alamos mud turtle
- Kinosternon angustipons　キンタロドロガメ　Narrow-bridged mud turtle
- Kinosternon baurii　ミスジドロガメ　Striped mud turtle
- Kinosternon chimalhuaca　ハリスコドロガメ　Jalisco mud turtle
- Kinosternon cora　コラドロガメ　Cora mud turtle
- Kinosternon creaseri　クリーザードロガメ　Creaser's mud turtle
- Kinosternon dunni　ダンドロガメ　Dunn's mud turtle
- Kinosternon durangoense　ドゥランゴドロガメ　Durango mud turtle
- Kinosternon flavescens　キイロドロガメ　Yellow mud turtle
- Kinosternon herrerai　ハーレラドロガメ　Herrara's mud turtle
- Kinosternon hirtipes　ザラアシドロガメ　Mexican rough-footed mud turtle
- Kinosternon integrum　サラドロガメ　Mexican mud turtle
- Kinosternon leucostomum　シロクチドロガメ　White-lipped mud turtle
- Kinosternon oaxacae　オアハカドロガメ　Oaxaca mud turtle
- Kinosternon scorpioides　サソリドロガメ　Scorpion mud turtle
- Kinosternon sonoriense　ヒゲナガドロガメ　Sonoran mud turtle
- Kinosternon steindachneri　フロリダドロガメ　Frorida mud turtle
- Kinosternon stejnegeri　アリゾナドロガメ　Arizona mud turtle
- Kinosternon subrubrum　トウブドロガメ　Eastern mud turtle
- Kinosternon vogti　バジャルタドロガメ　Vallarta mud turtle

## 生態
半水棲もしくは水棲。科内では陸棲傾向が強く、陸にあがったり日光浴を好む傾向がある。砂漠内や乾季に干上がる水場に生息し、陸づたいに水場を移動する種もいる。
食性は動物食傾向の強い雑食か雑食。陸棲傾向の強い種は陸上でも採食を行う。
繁殖形態は卵生。

## 人間との関係
ペットとして飼育されることがあり、日本にも輸入されている。

## 画像

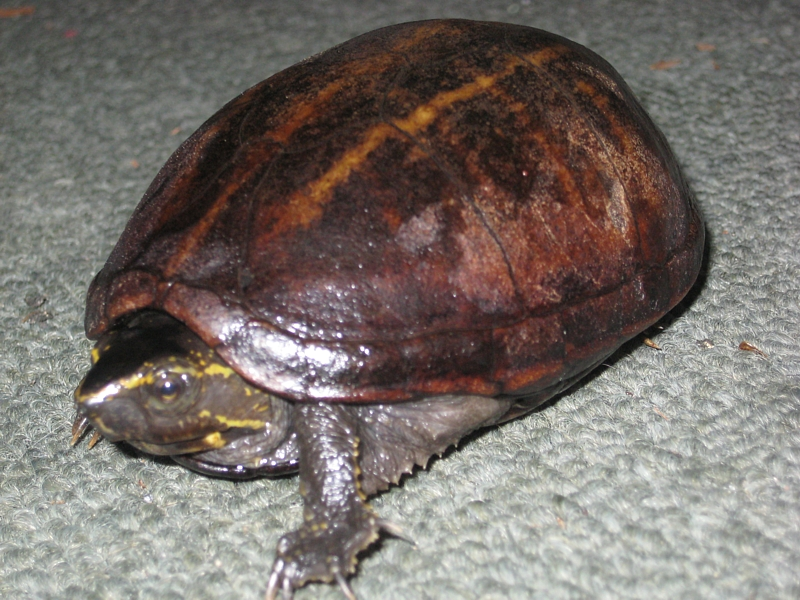
ミスジドロガメ K. baurii